# Doraemon - Il film: Nobita e il racconto del mondo della pittura
Doraemon - Il film: Nobita e il racconto del mondo della pittura (ドラえもん のび太の絵世界物語?, Eiga Doraemon: Nobita no esekai monogatari, lett. "Doraemon - Il film: Nobita e il mondo nel dipinto") è un film d'animazione del 2025 scritto da Satoshi Itо̄ e diretto da Yukiyo Teramoto.
La pellicola è il quarantaquattresimo film tratto dalla serie Doraemon di Fujiko Fujio.

## Trama
Doraemon, Nobita e i suoi amici scoprono che un dipinto rappresentante un maestoso castello europeo  nasconde l'ingresso di un mondo fantastico, Artoria. Ben presto Milo e Claire, due giovani abitanti del luogo, li coinvolgono alla ricerca di un misterioso gioiello.

## Distribuzione
La pellicola è stata annunciata da un teaser trailer il 26 settembre 2024 ed è stata distribuita nelle sale cinematografiche giapponesi dalla Toho a partire dal 7 marzo 2025. In Italia il film è stato proiettato in anteprima mondiale il 23 febbraio 2025 al The Space Cinema Moderno di Roma, con doppiaggio italiano e distribuzione di Plaion.